# Chace Crawford
Christopher Chace Crawford (Lubbock, 18 luglio 1985) è un attore statunitense.
È noto principalmente per il ruolo di Nate Archibald in Gossip Girl e quello di Abisso nella serie televisiva The Boys.

## Biografia

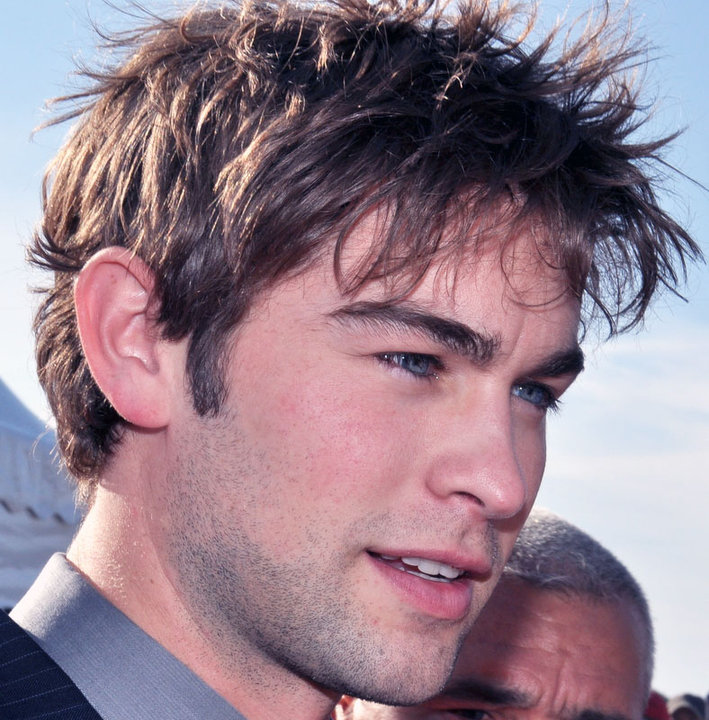
Chace Crawford al Festival del cinema americano di Deauville 2010

Crawford nasce a Lubbock, in Texas, ma cresce a Dallas. Suo padre, Chris, è un dermatologo, mentre sua madre, Dana, è un'insegnante. Ha anche una sorella minore, Candice, che è stata eletta Miss Missouri nel 2008. Ha vissuto a Bloomington, nel Minnesota, per quattro anni prima di diplomarsi alla Trinity Christian Academy di Addison (Texas); dopo le superiori si trasferisce a Malibù (California) per frequentare il corso di giornalismo alla Pepperdine University, ma, spinto anche dalla madre, decide poi di intraprendere la carriera di attore. Da bambino gli venne diagnosticata la sindrome da deficit di attenzione e iperattività.
I primi ruoli di Crawford sono nel 2006 nel film televisivo Tutta la verità e in quello cinematografico The Covenant, ma diventa famoso ricoprendo, dal 2007, il ruolo di Nate Archibald, uno dei personaggi principali della serie televisiva Gossip Girl, tratta dagli omonimi romanzi al fianco di Blake Lively e Leighton Meester. Crawford ha interpretato il ruolo di Nate fino al 2012 nel corso di 6 stagioni, per un totale di 121 episodi venendo premiato ripetutamente per le sue abilità drammatiche. Nel 2008 è fra i protagonisti dell'horror L'esorcismo di Molly Hartley e nello stesso anno Crawford partecipa anche al video musicale del singolo di Leona Lewis I Will Be, uscito nel gennaio del 2009; lo stesso anno, viene nominato dalla rivista People "Scapolo più sexy dell'estate" ed è testimonial di Do Something's Teen per la promozione di una linea di jeans a scopo benefico.
Nel 2010, Crawford ottiene il ruolo principale nel film Twelve di Joel Schumacher, tratto dall'omonimo romanzo di Nick McDonell, dove interpreta lo spacciatore White Mike al fianco di Emma Roberts. Il film viene presentato al Sundance Film Festival il 31 gennaio del 2010. Il giugno successivo, viene confermata la partecipazione dell'attore al film indipendente Peace, Love & Misunderstanding, al fianco di Jane Fonda, Catherine Keener ed Elizabeth Olsen, che viene presentato al Toronto International Film Festival nel settembre dell'anno successivo. Sempre nel 2011, gli venne offerta la parte del protagonista in Footloose, remake dell'omonimo film del 1984, ma rinuncia; a maggio, viene annunciata la sua partecipazione alla commedia romantica Responsible Adults con Katie Holmes, la cui uscita è attesa per il 2016, mentre a giugno Crawford firma per il ruolo del protagonista di The House Gun, film indipendente basato sul romanzo Un'arma in casa del Premio Nobel per la letteratura Nadine Gordimer, che sarà diretto da Bruce Beresford e sceneggiato dalla stessa autrice, anch'esso con sospensione di rilascio.
Il 12 luglio 2011 la Lionsgate annuncia che Crawford sarebbe stato scritturato, insieme a Cameron Diaz e Jennifer Lopez, in Che cosa aspettarsi quando si aspetta, adattamento cinematografico dell'omonimo bestseller di Heidi Murkoff e Sharon Mazel, in uscita nelle sale il 18 maggio 2012. Nel film Crawford interpreta il fidanzato dell'attrice Anna Kendrick. Nel 2014 partecipa allo speciale della serie televisiva Glee per il suo 100º episodio ed ha, insieme a Tyler Labine, il ruolo di co-protagonista nel film indipendente Mountain Men. Nel 2015 è insieme a Don Johnson fra i protagonisti della serie televisiva Blood & Oil, la cui produzione è stata tuttavia interrotta dopo soli 10 episodi dato lo scarso indice di ascolti, e nel mese di ottobre gli viene dedicato un editoriale sulla rivista statunitense Interview. Nel 2016 recita nei film Undrafted, a tema sportivo, L'eccezione alla regola, con protagonisti Warren Beatty e Lily Collins, in cui avrà un breve cameo, e What's the Point? insieme ad Amber Heard ed Ed Helms, diretto da Lake Bell.

## Vita privata
Il 4 giugno del 2010 Crawford viene arrestato a Plano, in Texas, per possesso di circa 55 grammi di marijuana; nel 2011, per cancellare le accuse, l'attore svolge 24 ore di servizi alla comunità e accetta di sottoporsi a un anno di libertà vigilata.
Crawford ha frequentato le attrici Ashley Greene e Nina Dobrev, la cantante Carrie Underwood e la giornalista sportiva Erin Andrews.

## Filmografia

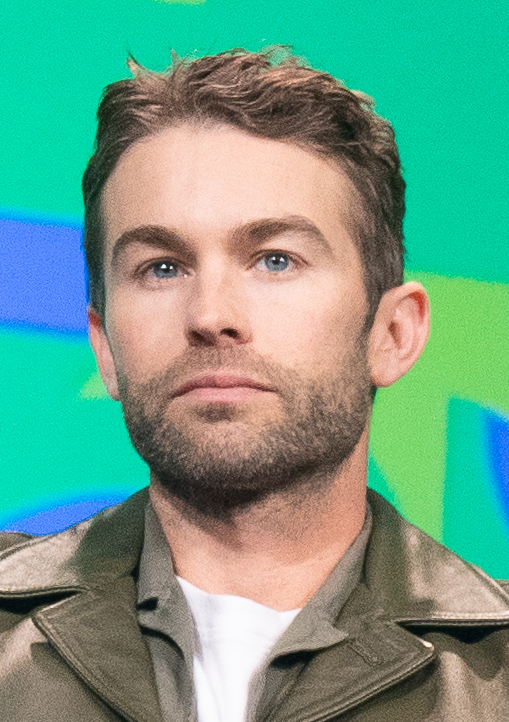
Chace Crawford al South by Southwest 2022.

### Attore

#### Cinema
- The Covenant, regia di Renny Harlin (2006)
- Loaded, regia di Alan Pao (2008)
- L'esorcismo di Molly Hartley (The Haunting of Molly Hartley), regia di Mickey Liddell (2008)
- Twelve, regia di Joel Schumacher (2010)
- Peace, Love & Misunderstanding, regia di Bruce Beresford (2011)
- Che cosa aspettarsi quando si aspetta (What to Expect When You're Expecting), regia di Kirk Jones (2012)
- Mountain Men, regia di Cameron Labine (2014)
- Cry of Fear, regia di Skyler Harris (2015)
- Undrafter, regia di Joseph Mazzello (2016)
- L'eccezione alla regola (Rules Don't Apply), regia di Warren Beatty (2016)
- Mistero a Eloise (Eloise), regia di Robert Legato (2016)
- I Do... Until I Don't, regia di Lake Bell (2017)
- Tutto su Nina (All About Nina), regia di Eva Vives (2018)
- Charlie Says, regia di Mary Harron (2018)
- Nighthawks, regia di Grant S. Johnson (2019)
- Inheritance, regia di Vaughn Stein (2020)

#### Televisione
- Tutta la verità (Long Lost Son), regia di Brian Trenchard-Smith (2006) – film TV
- Gossip Girl – serie TV, 121 episodi (2007-2012) – Nate Archibald
- Glee – serie TV, episodio 5x12 (2014)
- Blood & Oil – serie TV, 10 episodi (2015)
- Casual – serie TV, episodi 3x04 e 3x05 (2017)
- The Boys - serie TV (2019-in corso)
- Gen V - serie TV (2023)

#### Videoclip
- I Will Be di Leona Lewis (2009)

### Doppiatore
- I Griffin (Family Guy) – serie TV, episodi 6x11-7x13-8x11 (2008-2010)
- Cavalcade of Cartoon Comedy – serie TV, episodio 1x22 (2009)
- Robot Chicken – serie TV, episodio 4x17 (2009)

## Riconoscimenti
- 2008 – Teen Choice Awards
  - Vinto – Miglior emergente uomo per Gossip Girl
  - Nomination – Miglior attore televisivo drammatico per Gossip Girl
- 2009 – Teen Choice Awards
  - Nomination – Uomo più sexy
  - Vinto – Miglior attore televisivo drammatico per Gossip Girl
- 2010 – Teen Choice Awards
  - Vinto – Miglior attore televisivo drammatico per Gossip Girl
- 2010 – People's Choice Awards
  - Nomination – Attore televisivo drammatico preferito per Gossip Girl.

## Doppiatori italiani
Nelle versioni in italiano delle opere in cui ha recitato, Chace Crawford è doppiato da:
- Davide Perino in Gossip Girl, Che cosa aspettarsi quando si aspetta, The Boys (st. 4)
- Gabriele Lopez in The Covenant, Glee
- Luca Mannocci in The Boys (st. 1-3), Gen V
- Alessandro Rigotti in Tutta la verità
- Alessandro Coppola in Charlie Says
- Mattia Bressan in Inheritance-Eredità